# Film historyczny

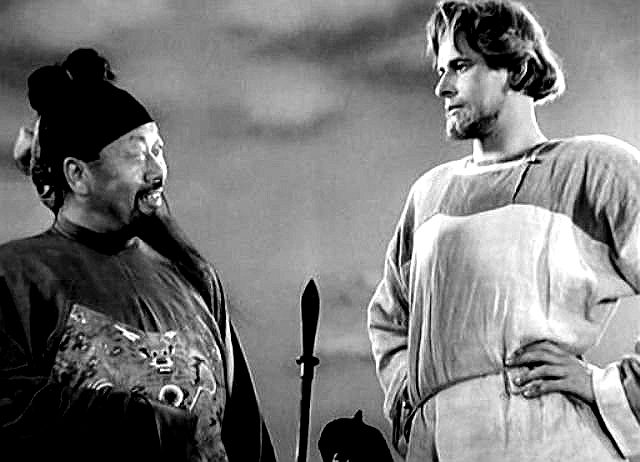
Kadr z filmu Aleksander Newski

Film historyczny – stosowana w Polsce nazwa gatunku filmowego traktującego o wydarzeniach historycznych, prezentuje wydarzenia przeszłości, relacje, dokumenty i wspomnienia.

Nazwa stosowana zarówno do filmów o charakterze rekonstrukcji historycznej, jak i interpretacji reżyserskiej minionych wydarzeń.